# Aphytis dealbatus
Aphytis dealbatus är en stekelart som beskrevs av Compere 1955. Aphytis dealbatus ingår i släktet Aphytis och familjen växtlussteklar. Inga underarter finns listade i Catalogue of Life.